# Лермонтов, Всеволод Николаевич
Всеволод Николаевич Лермонтов (Лермантов) (1812—1877) — генерал-лейтенант русской императорской армии, директор Московского кадетского корпуса; отец Юлии Лермонтовой.

## Биография
Происходил из Острожниковской ветви дворянского рода Лермонтовых. Родился в 1812 году в семье Николая Петровича Лермонтова (1770—1827); мать, Мария Васильевна, урождённая Перфильева — племянница Степана Васильевича Перфильева.
В 1831 году окончил Второй кадетский корпус первым по выпуску, его имя было написано золотыми буквами на мраморной доске в зале корпуса; прапорщик гвардии (Выс. пр. 1.01.1832), затем — поручик гвардии. В 1839 году он окончил Академию Генерального штаба, также будучи первым в выпуске, и также был увековечен на мраморной доске золотыми буквами. «За успехи в науках в Императорской военной академии» был произведён в штабс-капитаны (Выс. пр. и ст. 1.01.1840).
Службу начал в 1-й гренадерской артиллерийской бригаде (до 1832), затем служил в лейб-гвардии Егерском полку (1.01.1832 — 6.12.1840), в Гвардейском Генеральном штабе (6.12.1840 — 10.11.1848), снова в лейб-гвардии Егерском полку (10.11.1848 — 2.04.1849); был дивизионным квартирмейстером 1-й гвардейской пехотной дивизии (на 1.12.1847); капитан (ст. 1.01.1843), полковник (Выс. пр. 2.04.1849). В 1849 году был переведён в Бородинский егерский полк; командовал им до августа 1852 года, когда получил назначение директором Полоцкого кадетского корпуса. В декабре 1853 года был произведён в чин генерал-майора и назначен директором Первого Московского кадетского корпуса; занимал эту должность до выхода в отставку в 1864 году.
В 1847 году награждён орденом Св. Анны 2-й степени, в 1850 году получил к ордену императорскую корону. Был произведён в генерал-лейтенанты 10 августа 1867 года.
Умер 23 февраля (7 марта) 1877 года. Был похоронен в Москве в Алексеевском монастыре.

## Семья
В 1841 году женился на Елизавете Андреевне Косиковской (1822—1874), дочери петербургского купца 1-й гильдии Андрея Ивановича Косиковского.
Их дочь — первая в России женщина доктор химических наук Юлия Всеволодовна, подруга Софьи Ковалевской. Кроме неё родились дочери Мария (1842—?) и Софья (1848—1885), а также сын Владимир (1855—1886).